# Larry Hughes
Pour l’article homonyme, voir Hughes.
Larry Darnell Hughes (né le 23 janvier 1979 à Saint Louis, Missouri) est un joueur américain de basket-ball évoluant au poste d'ailier en National Basketball Association. Il mesure 1,96 m.
Hughes a joué aux 76ers de Philadelphie, aux Warriors de Golden State, aux Wizards de Washington, aux Cavaliers de Cleveland, aux Bulls de Chicago, aux Knicks de New York, aux Bobcats de Charlotte et au Magic d'Orlando.

## Débuts
Hughes commence sa carrière de basketteur au lycée Christian Brothers College, remportant le titre de champion de l'État du Missouri avec son équipe en 1997.
Hughes joue une saison en NCAA à l'université de Saint-Louis. Il termine la saison 1997-1998 avec des moyennes de 20,9 points, 5,1 rebonds, 2,4 passes décisives et 2,16 interceptions. Il mène les Billikens au tournoi NCAA cette même année, s'inclinant au second tour face aux Wildcats du Kentucky.

## Carrière NBA

### Sixers de Philadelphie (1998-Fév.2000)
Il est sélectionné par les Sixers de Philadelphie au premier tour de la draft 1998 à sa sortie de l'université Saint Louis, où il est nommé Freshman of the Year (débutant de l'année). Il est réputé pour ses capacités défensives, étant nommé dans la NBA All-Defensive Team en 2005 sous les couleurs des Wizards. Il termine meilleur intercepteur de la ligue avec 2,89 cette même saison.
Il participe au Slam Dunk Contest 2000 à Oakland, Californie.

### Cavaliers de Cleveland (2005-Fév.2008)
Hughes signe un contrat de cinq ans et 70 millions de dollars avec les Cavaliers de Cleveland en tant que free agent lors de l'été 2005. Il est recruté par Cleveland afin de soutenir la jeune superstar LeBron James que les Cavs ont sélectionné en premier choix de la draft 2003.
Le 2 mai 2006, Hughes est lauréat du Austin Carr Good Guy Award, récompensant le joueur des Cavaliers le plus coopératif et compréhensif auprès des médias, de la communauté et du public.

### Bulls de Chicago (Fév.2008-Fév.2009)
Alors que sa carrière est perturbée par des blessures depuis quelques années, il est transféré aux Bulls de Chicago en février 2008, dans un échange impliquant trois équipes, en compagnie de Drew Gooden, Cedric Simmons et Shannon Brown contre Ben Wallace, Delonte West et Joe Smith.

### Knicks de New York (Fév.2009-Fév.2010)
Le 19 février 2009, il est envoyé aux Knicks de New York contre Tim Thomas, Jerome James et Anthony Roberson. Il termine sa saison avec cette franchise puis commence la saison suivante à New York.

### Bobcats de Charlotte (Fév.2010-2010)
En février 2010, il fait de nouveau partie d'un transfert : celui-ci, qui voit notamment Tracy McGrady rejoindre les Knicks l'envoie chez les Kings de Sacramento. Il est aussitôt libéré de son contrat et il rejoint la franchise des Bobcats de Charlotte où il termine la saison.

### Magic d'Orlando (Déc.2011-Jan.2012)
Le 9 décembre 2011, il signe un contrat non garanti avec le Magic d'Orlando. Il est coupé le 1er février 2012 après avoir participé à neuf rencontres pour 1,3 points de moyenne par match.

## Records NBA
Les records personnels de Larry Hughes, officiellement recensés par la NBA sont les suivants :
| Type statistique            | Saison régulière | Saison régulière          | Saison régulière |
| Type statistique            | Record           | Adversaire                | Date             |
| --------------------------- | ---------------- | ------------------------- | ---------------- |
| Points en un match          | 44               | Nuggets de Denver         | 9 avril 2000     |
| Paniers tentés en un match  | 17               | 76ers de Philadelphie     | 10 janvier 2004  |
| Paniers marqués en un match | 32               | @ Kings de Sacramento     | 13 avril 2000    |
| Paniers à 3 points réussis  | 6                | @ Celtics de Boston       | 31 décembre 2004 |
| Paniers à 3 points tentés   | 9                | Suns de Phoenix           | 30 janvier 2004  |
| Lancers francs réussis      | 14               | Jazz de l'Utah            | 16 décembre 2003 |
| Lancers francs tentés       | 17               | Suns de Phoenix           | 29 mars 2004     |
| Rebonds offensifs           | 6                | 2 fois                    |                  |
| Rebonds défensifs           | 12               | @ Clippers de Los Angeles | 25 mars 2004     |
| Rebonds totaux              | 13               | 2 fois                    |                  |
| Passes décisives            | 13               | @ Nets du New Jersey      | 19 février 2002  |
| Interceptions               | 7                | 2 fois                    |                  |
| Contres                     | 4                | @ Celtics de Boston       | 5 janvier 2001   |
| Minutes jouées              | 52               | @ Raptors de Toronto      | 28 novembre 2004 |

## Pour approfondir
- Liste des meilleurs intercepteurs en NBA par saison.